# فرنسيسكو بينيا (محامي)
فرنسيسكو بينيا (بالإسبانية: Francisco Peña)‏ هو محامي إسباني، ولد في عقد 1540، وتوفي في 1612.